# Mieczysław Czarnecki
Mieczysław Czarnecki (ur. 29 grudnia 1887 w Łomży, zm. 13 stycznia 1970 we Wrocławiu) – lekarz i działacz społeczny. 

## Życiorys
Był synem telegrafisty Wilhelma Czarneckiego i Marii z Pulstów, jednym z sześciorga dzieci. W 1905 został członkiem Polskiej Partii Socjalistycznej. Uczestniczył w strajku szkolnym, został wydalony z 6 klasy gimnazjum, aresztowany od kwietnia do października 1905 i zmuszony do opuszczenia zaboru rosyjskiego. 
Dwa lata przebywał na emigracji w Ameryce, pracując w Baltimore w fabryce wagonów i w porcie. W 1908 powrócił do kraju. W Krakowie zdał maturę jako ekstern w Gimnazjum św. Anny w Krakowie (1909) i rozpoczął studia na Wydziale Lekarskim Uniwersytetu Jagiellońskiego. Po wybuchu I wojny światowej rozpoczął pracę asystenta lekarza w armii austriackiej, a następnie działał przy zwalczaniu epidemii tyfusu plamistego i cholery w Lublinie. W tym czasie ukończył studia i uzyskał doktorat. Specjalizował się w ginekologii i pediatrii.
W 1915 poślubił Marię z d. Loria, został ojcem córki Haliny (ur. 1918) i syna Leszka (ur. 1921).
W kwietniu 1917 powrócił do Łomży i rozpoczął pracę w szpitalu św. Ducha na oddziale wewnętrznym. 
Został członkiem Polskiej Organizacji Wojskowej i w listopadzie 1918 uczestniczył w rozbrajaniu żołnierzy niemieckich na terenie Łomży. Powołany do wojska został lekarzem naczelnym łomżyńskiego 33 pułku piechoty, z którym wziął udział w walkach 1920. W maju 1922 objął stanowisko ordynatora w szpitalu łomżyńskim, a następnie był dyrektorem Kasy Chorych. Równocześnie został prezesem Powszechnej Spółdzielni Spożywców w Łomży.
Kilkakrotnie był wybierany do Rady Miejskiej w Łomży, pełnił funkcję wiceprezydenta miasta, a w 1928 został posłem do Sejmu II kadencji w klubie Związku Parlamentarnego Polskich Socjalistów (oficjalna nazwa reprezentacji parlamentarnej PPS). Reprezentował OKR PPS Ziemi Łomżyńskiej na XX Kongresie partii (1925-26), od 1926 był członkiem Rady Naczelnej PPS. Po przedterminowym rozwiązaniu Sejmu II kadencji (sierpień 1930) odmówił kandydowania z rządowej listy sanacyjnej BBWR.
W 1939 po wkroczeniu Armii Czerwonej do Łomży został aresztowany i po ataku Niemców na ZSRR w końcu czerwca 1941 wyszedł z więzienia w Białymstoku. W okresie okupacji niemieckiej był ordynatorem Szpitala św. Ducha w Łomży (do października 1942), a następnie lekarzem szpitala w Kolnie.
Po II wojnie światowej organizował polską służbę zdrowia we Wrocławiu. Był też przewodniczącym Komitetu Miejskiego PPS i zastępcą przewodniczącego Komitetu Wojewódzkiego tej partii. W 1948 był aresztowany na 2 miesiące, zwolniony z braku dowodów, a następnie został lekarzem w Brzegu Dolnym. W 1957 został zrehabilitowany i przyjęty do PZPR. W tym samym roku został kierownikiem Wydziału Zdrowia Powiatowej Rady Narodowej w Wołowie. W 1963 z uwagi na stan zdrowia przeszedł w wieku 76 lat na rentę dla zasłużonych.
Posiadał odznaczenia: Krzyż Niepodległości (1932), Krzyż Kawalerski Orderu Odrodzenia Polski (1966), dwukrotnie Srebrny Krzyż Zasługi (1937 i 1946), Medal Zwycięstwa i Wolności 1945.
Został pochowany Alei Zasłużonych na cmentarzu we Wrocławiu – Osobowicach.